# Saccone

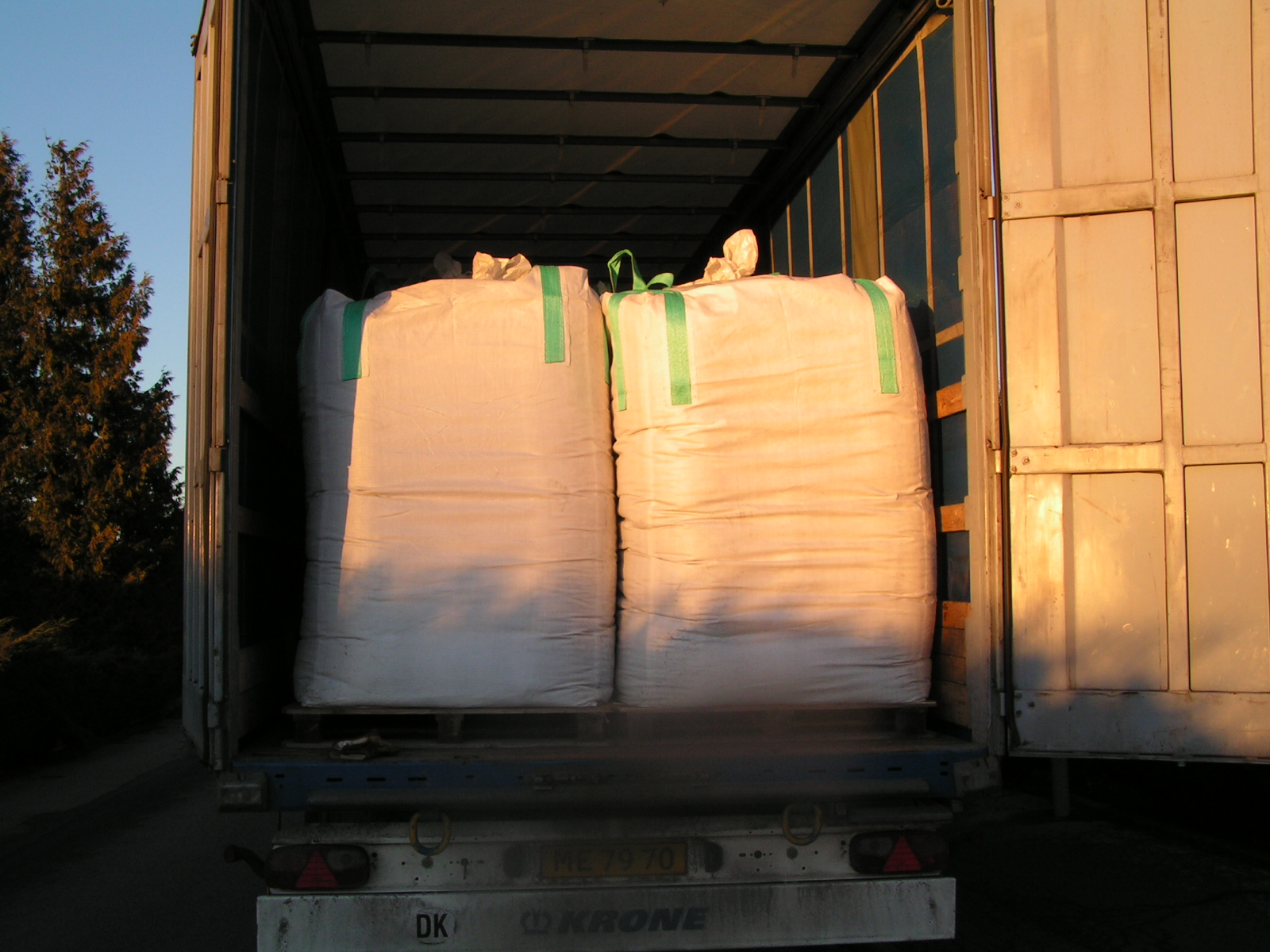
Sacconi su un autocarro

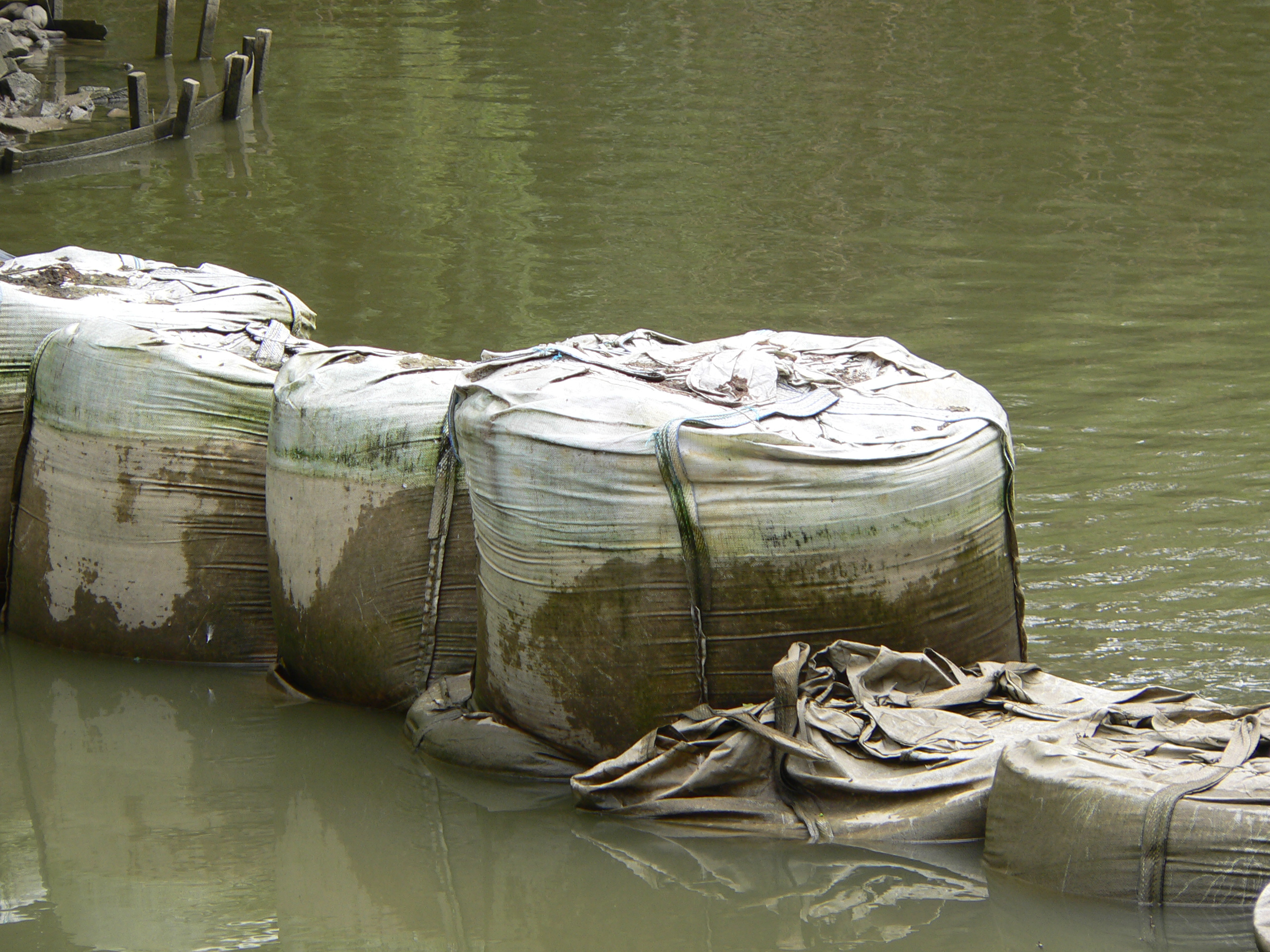
Big bags utilizzati per costruire una diga provvisoria in Germania

Un saccone o big bag o meglio un FIBC (acronimo di Flexible Intermediate Bulk Container) è un contenitore flessibile di misure standard utilizzato per trasportare e immagazzinare grandi quantità di prodotti solidi sfusi come ad esempio fertilizzanti o plastica in granuli, ma anche fanghi e prodotti in pasta.

## Storia
Non c'è accordo su dove fu impiegato la prima volta, ma è certo che qualcosa di simile fosse già impiegato negli anni 1940. Questi precursori dei moderni sacconi erano realizzati in PVC spalmato di gomma e generalmente impiegati per il trasporto del nerofumo, un prodotto utilizzato come agente rinforzante nella produzione di alcuni tipi di gomma.
Negli anni 1960 lo sviluppo del polipropilene, unito a nuove tecnologie tessili ha portato alla costruzione dei big bag come li conosciamo oggi e fu rapidamente adottato dall'industria per immagazzinare e trasportare i prodotti sfusi in polvere o granuli.
Fu durante la crisi petrolifera degli anni 1970 che si rivelò il suo potenziale permettendo il trasporto di enormi quantità di cemento in Medio Oriente attraverso l'Europa per soddisfare la domanda dovuta alla rapida espansione dei paesi produttori di petrolio. All'apice del consumo si spedivano settimanalmente più di 50.000 tonnellate di cemento per sostenere il vasto programma edilizio.
Il moderno sistema basato su FIBC, in aumento, interessa 250 milioni di tonnellate di merci ogni anno e permette di manipolare, movimentare e immagazzinare prodotti molto diversi, che spaziano dai cereali ai prodotti chimici sfusi alle farine per l'alimentazione animale. Con possibilità di volumi superiori ai 3 m³ e pesi fino a due tonnellate hanno un prezzo contenuto, sono riciclabili e l'ideale per prodotti disaggregati in granuli, polvere, pellet o fiocco.

## Descrizione
Normalmente è realizzato in tessuto di rafia di polietilene o polipropilene, ma anche in juta o in tessuto non tessuto. Cucito a ogni spigolo a formare un parallelepipedo o cilindrico ricavato da tessuto tubolare misura in base 110 × 110 cm, è alto da 100 a 200 cm e ha una portata massima di 2000 kg. Se richiesto dalle norme di sicurezza è confezionato in materiale conduttivo per evitare che l'accumulo di cariche elettrostatiche sia fonte di innesco su materiali pulverulenti incendiabili. 
La movimentazione avviene su pallet o agganciandolo, ai cappi di cui è dotato, a paranchi, gru o alle forche di un muletto. Esistono versioni ad un solo punto di aggancio detti monopresa, adatti ad essere movimentati da un solo operatore, oppure a quattro prese, i più diffusi. Si svuota attraverso un'apposita apertura sul fondo o semplicemente tagliandolo.